# Natalija Zdebska
Natalija Zdebska, ukr. Наталiя Здебська (ur. 16 sierpnia 1986 w Gorłówce) – ukraińska szachistka, arcymistrzyni od 2004 roku.

## Kariera szachowa
Wielokrotnie reprezentowała Ukrainę na mistrzostwach świata i Europy juniorek w różnych kategoriach wiekowych, zdobywając trzy medale: srebrny (2003, Kalitea, MŚ do 18 lat) oraz dwa brązowe (2000, Kalitea, ME do 14 lat i 2001, Kalitea, ME do 16 lat). Była również wielokrotną medalistką mistrzostw Ukrainy juniorek, m.in. złotą w 2002 r. (w kategorii do 16 lat). 
Do innych sukcesów Natalii Zdebskiej należą m.in.:
- I m. w Sewastopolu (2000)
- II m. Antalyi (2002, mistrzostwa Europy w szachach błyskawicznych, za Aną Matnadze)[1]
- I m. w Charkowie (2003)
- I m. w Petersburgu (2005, memoriał Ludmiły Rudenko, turniej otwarty)
- I m. w Kiszyniowie (2005)
- II m. w Ałuszcie (2005, mistrzostwa Ukrainy, za Anną Uszeniną)
- III m. w Odessie (2006, mistrzostwa Ukrainy, za Oksaną Wozowik i Anną Uszeniną)
- dz. I m. we Włodzimierzu – dwukrotnie w memoriałach Jelizawiety Bykowej (2006, wspólnie z Tatjaną Stiepową, turniej otwarty oraz 2007, wspólnie z Lilit Mykyrtczian).

Reprezentowała Ukrainę w rozgrywkach drużynowych, między innymi: 
- na olimpiadzie szachowej (w roku 2008); dwukrotna medalistka: wspólnie z drużyną – srebrna oraz indywidualnie – złota (na V szachownicy)[2]
- na drużynowych mistrzostwach świata (w roku 2009); dwukrotna medalistka: wspólnie z drużyną – brązowa oraz indywidualnie – brązowa (na V szachownicy)[3]
- na drużynowych mistrzostwach Europy (w roku 2009); medalistka: wspólnie z drużyną – brązowa[4].

Najwyższy wynik rankingowy w dotychczasowej karierze osiągnęła 1 kwietnia 2009; mając 2438 punktów, zajmowała wówczas 46. miejsce na światowej liście FIDE, jednocześnie zajmując 5. miejsce wśród szachistek ukraińskich.

## Życie prywatne
W lipcu 2009 wyszła za mąż za ukraińskiego arcymistrza Jurija Drozdowskiego.